# Bezi
Bezi è un comune di 438 abitanti situato nella contea di Győr-Moson-Sopron, nell'Ungheria nordoccidentale.